# Mirovia
Le Mirovia (du russe мировой, mirovoï, « mondial ») était un océan mondial hypothétique qui entourait le supercontinent de la Rodinia de 1100 à 800 millions d'années, au cours du Néoprotérozoïque. Cet océan est le précurseur de l'océan Pan-Africain, formé après la fracturation de la Rodinia, qui sera lui-même remplacé par le Panthalassa. Au cryogénien, il y a environ 750 millions d'années, la plus grande part de la Rodinia était situé autour du pôle sud. L'océan a alors gelé jusqu'à une profondeur de deux kilomètres selon l'hypothèse de la Terre boule de neige. Seule une partie du continent, la future Gondwana, était proche de l'équateur. C'est dans cet océan, que la vie multicellulaire apparaîtra à l'Édiacarien il y a 600 millions d'années.